# 愛到底
《愛到底》是由九把刀、方文山、陳奕先及黃子佼導演的2009年愛情電影，屬多段式電影。出品人為胡詔飛、王海平。電影由四部互不關聯的短片組成，包括九把刀的《三聲有幸》、方文山的《華山.24》、陳奕先的《幸運》及黃子佼的《第六號瀏海》。

## 角色

### 三聲有幸
九把刀作品
| 演員   | 角色            | 關係／職業     |
| 范逸臣 | 阿正(張旭正)    | 與小路聲音相似 |
| 賴雅妍 | 小妍            | 阿正女友       |
| 莫子儀 | 小路            | 與阿正聲音相似 |
| 李靜美 | 路母            | 小路母親       |
| 九把刀 | 阿宅            |                |
| 米七偶 | 醫生            |                |
| 廖英宏 | 書迷統籌 石膏男 |                |

### 華山 24'
方文山作品
| 演員     | 角色    | 關係／職業                               |
| 劉心悠   | 雲心悠  | 「華山」解說員 Lens的MV女主角 Vins前女友 |
| 藍正龍   | Vincent | Lens的MV導演 心悠前男友                  |
| 柯有倫   | Lens    | 年輕歌手                                 |
| 陳怡蓉   | 鴨子    | 導演助理                                 |
| 田中千繪 | Sammi   | Lens的經理人                             |
| 范筱梵   | 雲姊    | 雲心悠的姊姊                             |

### 幸運
陳奕先作品
| 演員   | 角色     | 關係／職業              |
| 曾愷玹 | 愷愷     | 空姐 小天女友           |
| 阮經天 | 小天     | 替身演員 愷愷男友       |
| 邱澤   | 劇中主角 | 演員 片中小天替身的對象 |
| 葉安婷 | 空姐     | 愷愷同事                |
| 劉伊心 | 空姐     | 愷愷同事                |
| 劉明賢 | 抗議人士 |                         |
| 蔡岳達 | 劇中製片 |                         |

### 第六號瀏海
黃子佼作品
| 演員   | 角色                      | 關係／職業         |
| 周采詩 | 求愛女                    |                    |
| 李銓   | 代班大樓保全              | 第一號瀏海         |
| 鮪魚   | Pizza外送員               | 第二號瀏海         |
| 毛弟   | 孝順男                    | 第三號瀏海         |
| 小祿   | 帥氣公司總裁              | 第四號瀏海         |
| 小馬   | 問路單車男                | 第五號瀏海         |
| 阿本   | 發傳單人員                | 被誤認成第六號瀏海 |
| 王子   | 發傳單人員                | 真正第六號瀏海     |
| 蘇有朋 | 引言口白                  |                    |
| 大嘴巴 | 引言演員                  |                    |
| 陳柏霖 | 餐廳服務員                |                    |
| 朱孝天 | 牙醫師                    |                    |
| 辛靜   | 護士                      |                    |
| 卜學亮 | 大賣場員工                |                    |
| 蔡燦得 | 大賣場顧客                |                    |
| 張小燕 | 大賣場顧客                |                    |
| Makiyo | 加油站員工                |                    |
| 陸弈靜 | 電梯小姐                  |                    |
| 郭靜   | 髮廊洗頭妹 美髮用品推銷員 |                    |
| 黃友輔 | 黃友輔                    | 命理老師           |
| 任爸   | 輪椅老爸                  | 毛弟的爸爸         |
| 柯雅馨 | 路人                      | 路過拿傳單         |
| 李怡芳 | 路人                      | 路過拿傳單         |
| 田以熙 | 路人                      | 路過拿傳單         |

## 外部連結
- 《愛到底》電影官方網站 （页面存档备份，存于）
- 《愛到底》：台灣電影新勢力！香港觀眾新驚喜？
- 從《愛到底》看台灣電影新勢力～方文山、九把刀、陳奕先、黃子佼＠香港中文大學
- Yahoo奇摩電影上《愛到底》的資料（繁體中文）
- MSN娛樂上《愛到底》的資料（繁體中文）

- 開眼電影網上《愛到底》的資料（繁體中文）
- 豆瓣电影上《愛到底》的資料 （简体中文）
- 时光网上《愛到底》的資料（简体中文）
- AllMovie上《愛到底》的资料（英文）
- 爛番茄上《愛到底》的資料（英文）
- 香港影庫上《愛到底》的資料（繁體中文）
- 互联网电影数据库（IMDb）上《愛到底》的资料（英文）